# 第13回サテライト賞
第13回サテライト賞は、2008年の映画、テレビ番組に贈られる賞である。結果は同年12月14日に発表された。

## トップ10映画
- Ballast
- 『チェンジリング』
- 『ダウト〜あるカトリック学校で〜』
- 『ダークナイト』
- 『フロスト×ニクソン』
- 『フローズン・リバー』
- 『ミルク』
- 『愛を読むひと』
- 『レボリューショナリー・ロード/燃え尽きるまで』
- 『スラムドッグ$ミリオネア』

## 受賞とノミネート一覧
太字は受賞

### 映画

#### ドラマ映画賞
- 『スラムドッグ$ミリオネア』
  - 『フロスト×ニクソン』
  - 『フローズン・リバー』
  - 『ミルク』
  - 『愛を読むひと』
  - 『レボリューショナリー・ロード/燃え尽きるまで』

#### ミュージカル・コメディ映画賞
- 『ハッピー・ゴー・ラッキー』
  - 『セックス・クラブ』
  - 『ヒットマンズ・レクイエム』
  - 『キミに逢えたら!』
  - 『トロピック・サンダー/史上最低の作戦』
  - 『それでも恋するバルセロナ』

#### 外国語映画賞
- 『ゴモラ』 •  イタリア
  - 『キャラメル』 •  フランス/ レバノン
  - 『パリ20区、僕たちのクラス』 •  フランス
  - 『ぼくのエリ 200歳の少女』 •  スウェーデン
  - Reprise •  ノルウェー
  - Sangre de mi sangre •  アルゼンチン

#### ドキュメンタリー映画賞
- Anita O'Day: The Life of a Jazz Singer
- 『マン・オン・ワイヤー』
  - Encounters at the End of the World
  - Pray the Devil Back to Hell
  - 『レリジュラス 〜世界宗教おちょくりツアー〜』
  - 『戦場でワルツを』

#### 主演男優賞 (ドラマ映画)
- リチャード・ジェンキンス - 『扉をたたく人』
  - レオナルド・ディカプリオ - 『レボリューショナリー・ロード/燃え尽きるまで』
  - フランク・ランジェラ - 『フロスト×ニクソン』
  - ショーン・ペン - 『ミルク』
  - ミッキー・ローク - 『レスラー』
  - マーク・ラファロ - What Doesn't Kill You

#### 主演男優賞 (ミュージカル・コメディ映画)
- リッキー・ジャーヴェイス - 『オー!マイ・ゴースト』
  - ジョシュ・ブローリン - 『ブッシュ』
  - マイケル・セラ - 『キミに逢えたら!』
  - ブレンダン・グリーソン - 『ヒットマンズ・レクイエム』
  - サム・ロックウェル - 『セックス・クラブ』
  - マーク・ラファロ - 『ブラザーズ・ブルーム』

#### 主演女優賞 (ドラマ映画)
- アンジェリーナ・ジョリー - 『チェンジリング』
  - アン・ハサウェイ - 『レイチェルの結婚』
  - メリッサ・レオ - 『フローズン・リバー』
  - メリル・ストリープ - 『ダウト〜あるカトリック学校で〜』
  - クリスティン・スコット・トーマス - 『ずっとあなたを愛してる』
  - ケイト・ウィンスレット - 『愛を読むひと』

#### 主演女優賞 (ミュージカル・コメディ映画)
- サリー・ホーキンス - 『ハッピー・ゴー・ラッキー』
  - カット・デニングス - 『キミに逢えたら!』
  - カトリーヌ・ドヌーヴ - 『クリスマス・ストーリー』
  - リサ・クドロー - 『ハートブロッカー』
  - デブラ・メッシング - Nothing Like the Holidays
  - メリル・ストリープ - 『マンマ・ミーア!』

#### 助演男優賞
- マイケル・シャノン - 『レボリューショナリー・ロード/燃え尽きるまで』
  - ロバート・ダウニー・Jr - 『トロピック・サンダー/史上最低の作戦』
  - ジェームズ・フランコ - 『ミルク』
  - フィリップ・シーモア・ホフマン - 『ダウト〜あるカトリック学校で〜』
  - ヒース・レジャー - 『ダークナイト』
  - ラデ・シェルベッジア - Fugitive Pieces

#### 助演女優賞
- ローズマリー・デウィット - 『レイチェルの結婚』
  - ペネロペ・クルス - 『エレジー』
  - アンジェリカ・ヒューストン - 『セックス・クラブ』
  - ビヨンセ - 『キャデラック・レコード 音楽でアメリカを変えた人々の物語』
  - ソフィー・オコネドー - 『リリィ、はちみつ色の秘密』
  - エマ・トンプソン - 『情愛と友情』

#### 監督賞
- ダニー・ボイル - 『スラムドッグ$ミリオネア』
  - スティーブン・ダルドリー - 『愛を読むひと』
  - ロン・ハワード - 『フロスト×ニクソン』
  - トム・マッカーシー - 『扉をたたく人』
  - クリストファー・ノーラン - 『ダークナイト』
  - ガス・ヴァン・サント - 『ミルク』

#### アニメ・ミックスメディア映画賞
- 『ウォーリー』
  - 『ボルト』
  - 『ホートン/ふしぎな世界のダレダーレ』
  - 『スカイ・クロラ』
  - 『ねずみの騎士デスペローの物語』
  - 『戦場でワルツを』

#### 美術賞
- 『オーストラリア』
  - 『情愛と友情』
  - 『エンバー 失われた光の物語』
  - 『ベンジャミン・バトン 数奇な人生』
  - 『ある公爵夫人の生涯』
  - 『レボリューショナリー・ロード/燃え尽きるまで』

#### 撮影賞
- 『オーストラリア』
  - 『情愛と友情』
  - 『チェンジリング』
  - 『ベンジャミン・バトン 数奇な人生』
  - 『ある公爵夫人の生涯』
  - 『スノー・エンジェル』

#### 衣裳デザイン賞
- 『ある公爵夫人の生涯』
  - 『オーストリア』
  - 『情愛と友情』
  - 『エンバー 失われた光の物語』
  - 『ベンジャミン・バトン 数奇な人生』
  - 『セックス・アンド・ザ・シティ』

#### 編集賞
- 『アイアンマン』
  - 『オーストラリア』
  - 『ダークナイト』
  - 『フロスト×ニクソン』
  - 『007 慰めの報酬』
  - 『スラムドッグ$ミリオネア』

#### 作曲賞
- 『スラムドッグ$ミリオネア』 - A・R・ラフマーン
  - 『オーストラリア』 - デヴィッド・ハーシュフェルダー
  - 『ホートン/ふしぎな世界のダレダーレ』 - ジョン・パウエル
  - 『ミルク』 - ダニー・エルフマン
  - 『007 慰めの報酬』 - デヴィッド・アーノルド
  - 『ウォーリー』 - トーマス・ニューマン

#### 主題歌賞
- 「アナザー・ウェイ・トゥ・ダイ」 - 『007 慰めの報酬』
  - "By the Boab Tree" - 『オーストラリア』
  - "If the World" - 『ワールド・オブ・ライズ』
  - 「ジャイ・ホー」 - 『スラムドッグ$ミリオネア』
  - 「ダウン・トゥ・アース」 - 『ウォーリー』
  - "The Wrestler" - 『レスラー』

#### 脚色賞
- 『フロスト×ニクソン』 - ピーター・モーガン
  - 『ベンジャミン・バトン 数奇な人生』 - エリック・ロス、ロビン・スウィコード
  - 『ダウト〜あるカトリック学校で〜』 - ジョン・パトリック・シャンリィ
  - 『エレジー』 - フィリップ・ロス
  - 『愛を読むひと』 - デヴィッド・ヘアー
  - 『レボリューショナリー・ロード/燃え尽きるまで』 - ジャスティン・ヘイス
  - 『スラムドッグ$ミリオネア』 - サイモン・ボーファイ

#### オリジナル脚本賞
- 『扉をたたく人』 - トム・マッカーシー
  - 『オーストラリア』 - バズ・ラーマン
  - 『フローズン・リバー』 - コートニー・ハント
  - 『ミルク』 - ダスティン・ランス・ブラック
  - 『7つの贈り物』 - グラント・ニーポート

#### 音響賞
- 『ダークナイト』
  - 『オーストラリア』
  - 『地球が静止する日』
  - 『アイアンマン』
  - 『007 慰めの報酬』

#### 視覚効果賞
- 『オーストラリア』
  - 『ダークナイト』
  - 『地球が静止する日』
  - 『アイアンマン』
  - 『007 慰めの報酬』

### テレビ

#### ドラマシリーズ賞
- 『デクスター 警察官は殺人鬼』
  - 『ブラザーフッド』
  - In Treatment
  - 『ニューヨーク1973/LIFE ON MARS』
  - 『マッドメン』
  - 『プライミーバル』

#### ミュージカル・コメディシリーズ賞
- Tracey Ullman's State of the Union
  - 『30 ROCK/サーティー・ロック』
  - 『コルベア・レポー』
  - 『フィラデルフィアは今日も晴れ』
  - 『プッシング・デイジー 恋するパイメーカー』
  - Skins

#### ミニシリーズ賞
- 『クランフォード』
  - John Adams
  - 『ラスト・エネミー 監視国家の陰謀』

#### テレビ映画賞
- Filth: The Mary Whitehouse Story
  - 『メモリー・キーパーの娘』
  - 『バーナード・アンド・ドリス』
  - God on Trial
  - 『リカウント』
  - 『24 -TWENTY FOUR- リデンプション』

#### 主演男優賞 (ドラマシリーズ)
- ブライアン・クランストン - 『ブレイキング・バッド』
  - ガブリエル・バーン - In Treatment
  - マイケル・C・ホール - 『デクスター 警察官は殺人鬼』
  - ジョン・ハム - 『マッドメン』
  - ジェイソン・アイザックス - 『ブラザーフッド』
  - デビッド・テナント - 『ドクター・フー』

#### 主演男優賞 (ミュージカル・コメディシリーズ)
- ジャスティン・カーク - 『Weeds ママの秘密』 
  - アレック・ボールドウィン - 『30 ROCK/サーティー・ロック』
  - ダニー・デヴィート - 『フィラデルフィアは今日も晴れ』
  - デイヴィッド・ドゥカヴニー - 『カリフォルニケーション ある小説家のモテすぎる日常』
  - ジョニー・リー・ミラー - 『弁護士イーライのふしぎな日常』
  - リー・ペイス - 『プッシング・デイジー 恋するパイメーカー』

#### 主演男優賞 (ミニシリーズ・テレビ映画)
- ポール・ジアマッティ - John Adams
  - ベネディクト・カンバーバッチ - 『ラスト・エネミー 監視国家の陰謀』
  - レイフ・ファインズ - 『バーナード・アンド・ドリス』
  - ステラン・スカルスガルド - God on Trial
  - ケヴィン・スペイシー - 『リカウント』
  - トム・ウィルキンソン - 『リカウント』

#### 主演女優賞 (ドラマシリーズ)
- アンナ・パキン - 『トゥルーブラッド』
  - グレン・クローズ - 『ダメージ』
  - キャスリン・アーブ - 『LAW & ORDER:犯罪心理捜査班』
  - ホリー・ハンター - 『女捜査官グレイス 〜 天使の保護観察中』
  - サリー・フィールド - 『ブラザーズ&シスターズ』
  - キーラ・セジウィック - 『クローザー』

#### 主演女優賞 (ミュージカル・コメディシリーズ)
- トレイシー・ウルマン - Tracey Ullman's State of the Union
  - クリスティナ・アップルゲイト - 『サマンサ Who?』
  - アメリカ・フェレーラ - 『アグリー・ベティ』
  - ティナ・フェイ - 『30 ROCK/サーティー・ロック』
  - ジュリア・ルイス＝ドレイファス - The New Adventures of Old Christine
  - メアリー＝ルイーズ・パーカー - 『Weeds ママの秘密』

#### 主演女優賞 (ミニシリーズ・テレビ映画)
- ジュディ・デンチ -『クランフォード』
  - ジャクリーン・ビセット - An Old Fashioned Thanksgiving
  - ローラ・リニー - John Adams
  - フィリシア・ラシャド - A Raisin in the Sun
  - スーザン・サランドン - 『バーナード・アンド・ドリス』
  - ジュリー・ウォルターズ - Filth: The Mary Whitehouse Story

#### 助演男優賞 (シリーズ・ミニシリーズ・テレビ映画)
- ネルサン・エリス - 『トゥルーブラッド』
  - ジェリコ・イヴァネク - 『ダメージ』
  - ハーヴェイ・カイテル - 『ニューヨーク1973/LIFE ON MARS』
  - ジョン・ノーブル - 『FRINGE』
  - ジョン・スラッテリー - 『マッドメン』
  - ジミー・スミッツ - 『デクスター 警察官は殺人鬼』

#### 助演女優賞 (シリーズ・ミニシリーズ・テレビ映画)
- フィオヌラ・フラナガン - 『ブラザーフッド』
  - クリスティン・チェノウェス - 『プッシング・デイジー 恋するパイメーカー』
  - ローラ・ダーン - 『リカウント』
  - サラ・ポーリー - John Adams
  - ダイアン・ウィースト - In Treatment
  - チャンドラ・ウィルソン - 『グレイズ・アナトミー 恋の解剖学』

## 統計

### 映画
受賞:
3 / 6 『スラムドッグ$ミリオネア』: 監督賞、ドラマ映画賞、作曲賞
3 / 9 『オーストラリア』: 美術賞、撮影賞、視覚効果賞
2 / 2 『ハッピー・ゴー・ラッキー』: 主演女優賞（ミュージカル・コメディ）、ミュージカル・コメディ映画賞
2 / 3 『扉をたたく人』: 主演男優賞（ドラマ）、オリジナルル脚本賞
1 / 1 『オー!マイ・ゴースト』: 主演男優賞（ミュージカル・コメディ）
1 / 1 『ゴモラ』: 外国語映画賞
1 / 2 『チェンジリング』: 主演女優賞（ドラマ）
1 / 2 『レイチェルの結婚』: 助演女優賞
1 / 3 『ある公爵夫人の生涯』: 衣裳デザイン賞
1 / 3 『アイアンマン』: 編集賞
1 / 3 『ウォーリー』: アニメ・ミックスメディア賞
1 / 5 『ダークナイト』: 音響賞
1 / 5 『フロスト×ニクソン』: 脚色賞
1 / 5 『007 慰めの報酬』: 主題歌賞
1 / 5 『レボリューショナリー・ロード/燃え尽きるまで』: 助演男優賞
受賞無し:
0 / 6 『ミルク』
0 / 4 『情愛と友情』、『ベンジャミン・バトン 数奇な人生』、『愛を読むひと』
0 / 3 『セックス・クラブ』、『ダウト〜あるカトリック学校で〜』、『フローズン・リバー』、『キミに逢えたら!』、『レスラー』
0 / 2 『地球が静止する日』、『エレジー』、『ヒットマンズ・レクイエム』

### テレビ
受賞:
2 / 2 Cranford: 主演女優賞（ミニシリーズ・テレビ映画）、ミニシリーズ賞
2 / 2 Tracey Ullman's State of the Union: ミュージカル・コメディシリーズ賞、主演女優賞（ミュージカル・コメディ）
2 / 2 『トゥルーブラッド』: 主演女優賞（ドラマ）、助演男優賞
1 / 1 『ブレイキング・バッド｣: 主演男優賞（ドラマ）
1 / 2 Filth: The Mary Whitehouse Story: テレビ映画賞
1 / 2 『Weeds ママの秘密』: 主演男優賞（ミュージカル・コメディ）
1 / 3 『デクスター 警察官は殺人鬼』: ドラマシリーズ賞
1 / 3 『ブラザーフッド』: 助演女優賞
1 / 4 John Adams: 主演男優賞（ミニシリーズ・テレビ映画）
受賞無し:
0 / 4 『リカウント』
0 / 3 『30 ROCK/サーティー・ロック』、『バーナード・アンド・ドリス』、In Treatment 、『マッドメン』、『プッシング・デイジー 恋するパイメーカー』
0 / 2 『ダメージ』、God on Trial 、『ニューヨーク1973/LIFE ON MARS』